# Coupe du monde de saut à ski 1990-1991
Navigation
Édition précédente Édition suivante
L'édition 1990/1991 de la coupe du monde de saut à ski est une compétition sportive internationale rassemblant les meilleurs athlètes mondiaux pratiquant le saut à ski. Elle s'est déroulée entre le 1er décembre 1990 et le 30 mars 1991 et a été remportée par l'Autrichien Andreas Felder suivi du Suisse Stephan Zünd et de l'Allemand Dieter Thoma.

## Classement général
| Rang | Nom               | Pays      | Points |
| ---- | ----------------- | --------- | ------ |
| 1    | Andreas Felder    | Autriche  | 260    |
| 2    | Stephan Zünd      | Suisse    | 206    |
| 3    | Dieter Thoma      | Allemagne | 201    |
| 4    | Stefan Horngacher | Autriche  | 179    |
| 5    | Ari-Pekka Nikkola | Finlande  | 158    |
| 5    | Mikael Martinsson | Suède     | 158    |
| 7    | Heinz Kuttin      | Autriche  | 148    |
| 8    | Jens Weissflog    | Allemagne | 141    |
| 9    | Ernst Vettori     | Autriche  | 139    |
| 10   | André Kiesewetter | Allemagne | 134    |

## Résultats
| Date              | Lieu                   | Vainqueur                    | Deuxième          | Troisième         |
| ----------------- | ---------------------- | ---------------------------- | ----------------- | ----------------- |
| 1er décembre 1990 | Lake Placid            | Andreas Felder               | Ari-Pekka Nikkola | Anssi Nieminen    |
| 2 décembre 1990   | Lake Placid            | Andre Kiesewetter            | Stephan Zünd      | Ernst Vettori     |
| 8 décembre 1990   | Thunder Bay            | Andreas Felder               | Dieter Thoma      | Franci Petek      |
| 9 décembre 1990   | Thunder Bay            | Andreas Felder               | Franci Petek      | Ari-Pekka Nikkola |
| 15 décembre 1990  | Sapporo                | Andre Kiesewetter            | Dieter Thoma      | Josef Heumann     |
| 16 décembre 1990  | Sapporo                | Dieter Thoma                 | Andre Kiesewetter | Vesa Hakala       |
| 30 décembre 1990  | Oberstdorf             | Jens Weißflog                | Andreas Felder    | Heinz Kuttin      |
| 1er janvier 1991  | Garmisch-Partenkirchen | Jens Weißflog Andreas Felder | -                 | Stefan Horngacher |
| 4 janvier 1991    | Innsbruck              | Ari-Pekka Nikkola            | Jens Weißflog     | Dieter Thoma      |
| 6 janvier 1991    | Bischofshofen          | Andreas Felder               | Ernst Vettori     | Ari-Pekka Nikkola |
| 12 janvier 1991   | Oberhof                | Dieter Thoma                 | Andreas Felder    | Jens Weißflog     |
| 23 février 1991   | Kulm                   | Stephan Zünd                 | Ari-Pekka Nikkola | Per-Inge Tällberg |
| 24 février 1991   | Kulm                   | Stefan Horngacher            | Ralf Gebstedt     | Heinz Kuttin      |
| 2 mars 1991       | Lahti                  | Andreas Felder               | Heinz Kuttin      | Werner Haim       |
| 3 mars 1991       | Lahti                  | Andreas Felder               | Stefan Horngacher | Dieter Thoma      |
| 6 mars 1991       | Bollnäs                | Stephan Zünd                 | Risto Laakonen    | František Jež     |
| 10 mars 1991      | Falun                  | Mikael Martinsson            | Dieter Thoma      | Ernst Vettori     |
| 13 mars 1991      | Trondheim              | Heinz Kuttin                 | Mikael Martinsson | Oyvind Berg       |
| 17 mars 1991      | Oslo                   | Ernst Vettori                | Stefan Horngacher | Staffan Tällberg  |
| 23 mars 1991      | Planica                | Staffan Tällberg             | Stephan Zünd      | Andre Kiesewetter |
| 24 mars 1991      | Planica                | Ralf Gebstedt                | Stefan Horngacher | Dieter Thoma      |
| 30 mars 1991      | Štrbské Pleso          | Stephan Zünd                 | Mikael Martinsson | Raimo Ylipulli    |

## Liens & Source
Résultats Officiels FIS